# Puntofermo
Puntofermo è un singolo del gruppo musicale italiano Tiromancino, pubblicato il 22 marzo 2024.

## Video musicale
Il video, diretto da Federico Zampaglione e girato a casa di Giuliano Sangiorgi, è stato pubblicato in concomitanza del lancio del singolo sul canale YouTube del gruppo.

## Tracce
Testi di Federico Zampaglione, Vincenzo Colella e Leonardo Zaccaria., musiche di Michele Canova Iorfida.
1. Puntofermo – 2:52